# La rosa transfigurada
La rosa transfigurada es un ensayo literario del poeta y humanista mexicano Ernesto de la Peña publicado en 1999 por el Fondo de Cultura Económica y en 2006 por el Consejo Nacional para la Cultura y las Artes.
De la Peña hace un recorrido filosófico, histórico, literario, religioso, místico, sensual, botánico e incluso paleobotánico de la rosa. Organizado en trece capítulos, comienza el primero con una intromisión en la ciencia vegetal. Sobresale por su belleza literaria Nace la rosa en occidente. Eos: Homero y la aurora de rosados dedos en que compara la rosa con el amanecer que hace Homero, mientras que en el mundo hipocrático, la rosa era el principio activo de emplastos curativos de la práctica médica griega antigua. A la sensualidad laberíntica de la rosa la llama Toda rosa es mujer. Confiere a la rosa un nuevo cometido, la flor que nace en y de la palabra y por ella se transfigura... aunque siga siendo verdad la afirmación amorosa de la Julieta shakespeareana: si tuviera otro nombre, muy remoto, no dejaría de esparcir su aroma, ni dejaría de ser portento.
De la Peña describe la Rosa Gallica desde sus orígenes, como el espécimen más antiguo que se ha identificado de esta flor. A lo largo de los siglos, el hombre le ha asignado diversos significados, amor, el aroma del deseo, vuelo del espíritu, transmutación alquímica, figura heráldica, símbolo de pueblos, resumen del universo, cifra del paraíso y por supuesto, la rosa misma.
Revela en el ensayo su sólida formación humanística, su conocimiento de las culturas antiguas y modernas de egipcios, griegos, babilonios y romanos que confirieron una gran riqueza simbólica a la rosa. Destaca la rosa mística del Medievo, encarnación de laberintos, paraísos e infiernos que sirvieron a Dante de guía simbólica a través de su Divina Comedia.
No olvida en La rosa transfigurada la tradición guadalupana de México, en la que la aparición de la virgen María se anunció con rosas, que para algunos místicos aluden a la virginidad.
De la Peña en La rosa vuelta sobre sí, Rilke y su muerte propia, muestra la profunda admiración que tenía por la poesía rilkeana, que leía directamente en alemán, cuyo capítulo comienza con: "La rosa, en sus mutaciones, exigió, exigencia poética y, por ello, imperiosa, que se relegaran sus contornos a segundo plano, que el aroma se volcara íntegro y cabal, olfato del espíritu."
De la Peña en el último párrafo del prólogo abriga la esperanza de que se lea La rosa transfigurada como un reconocimiento a la belleza que nos prodiga el mundo y a la imaginación del hombre que lo habita y deja en su vida.